# Osztálytalálkozó (televíziós műsor)
Az Osztálytalálkozó egy szórakoztató televíziós műsor Friderikusz Sándor, majd Szily Nóra vezetésével, amely 1999. szeptember 9. és 2000 között kéthetente jelentkezett csütörtök esténként a TV2 műsorán.
A szereplőknek különböző - az egyes középiskolai tantárgyakat felelevenítő, illetve bizonyos képességeket felmérő - vizsgákon kellett részt venniük, a felvételitől egészen a záróvizsgáig. A műsor folyamán nyomon követhettük a szereplők életét a hozzájuk meghívott vendégek segítségével, akik mindahányan különös szerepet játszottak az illető szereplő életében. A két főszereplő küzdelmét a kvízjáték zárta, ahol ifjúkoruk éveire vonatkozó 10 kérdésre kellett választ adniuk. A győztes osztály egy elegáns étteremben megrendezett banketten, míg a vesztes osztály egy, a középiskolák hangulatát idéző partin vett részt.

## A műsor vendégei
- Csisztu Zsuzsa és Verebes István

1999. szeptember 9. csütörtök 20.00 tv2
- Udvaros Dorottya és Bánó András

1999. szeptember 23. csütörtök 20.00 tv2
- Jakupcsek Gabriella és Nádas György

1999. október 7. csütörtök 20.00 tv2
- Gyarmati Andrea és Pálffy István

1999. október 21. csütörtök 20.00 tv2
- Eszenyi Enikő és Knézy Jenő

1999. november 4. csütörtök 20.00 tv2
- Barta Sylvia és Bochkor Gábor

1999. november 18. csütörtök 20.00 tv2
- Pécsi Ildikó és Geszti Péter

1999. december 2. csütörtök 20.00 tv2
- Xantus Barbara és Nagy Bandó András

1999. december 16. csütörtök 20.00 tv2
- Pogány Judit és Koltai Róbert

2000. március 9. csütörtök 20.00 tv2
- Fonyó Barbara és Kósa L. Adolf

2000. március 23. csütörtök 20.00 tv2
- Palik László és Héder Barna

2000. április 6. csütörtök 20.00 tv2
- Koós János és Bajor Imre

2000. április 13. csütörtök 20.00 tv2
- Stahl Judit és Friderikusz Sándor

2000. április 27. csütörtök 20.00 tv2 Pálffy István volt a műsorvezető
- Dávid Ibolya és Csiszár Jenő

2000. november 16. csütörtök 20.00 tv2 Szily Nóra volt a műsorvezető

## Külső hivatkozások
- Az Osztálytalálkozó főcímdala